# Ma Nới
Ma Nới là một xã thuộc huyện Ninh Sơn, tỉnh Ninh Thuận, Việt Nam.
Ngày 16 tháng 6 năm 2025, Ủy ban Thường vụ Quốc hội ban hành Nghị quyết số 1667/NQ-UBTVQH15 về việc sắp xếp các đơn vị hành chính cấp xã của tỉnh Khánh Hòa năm 2025 (nghị quyết có hiệu lực từ ngày 1 tháng 7 năm 2025). Theo đó, hợp nhất xã và xã Hoà Sơn thành xã Anh Dũng.

## Lịch sử hình thành
Xã Ma Nới được thành lập vào ngày 28 tháng 11 năm 1983 trên cơ sở sáp nhập hai xã Tây Phước và Tương Phúc thuộc huyện Ninh Sơn.

## Địa lý

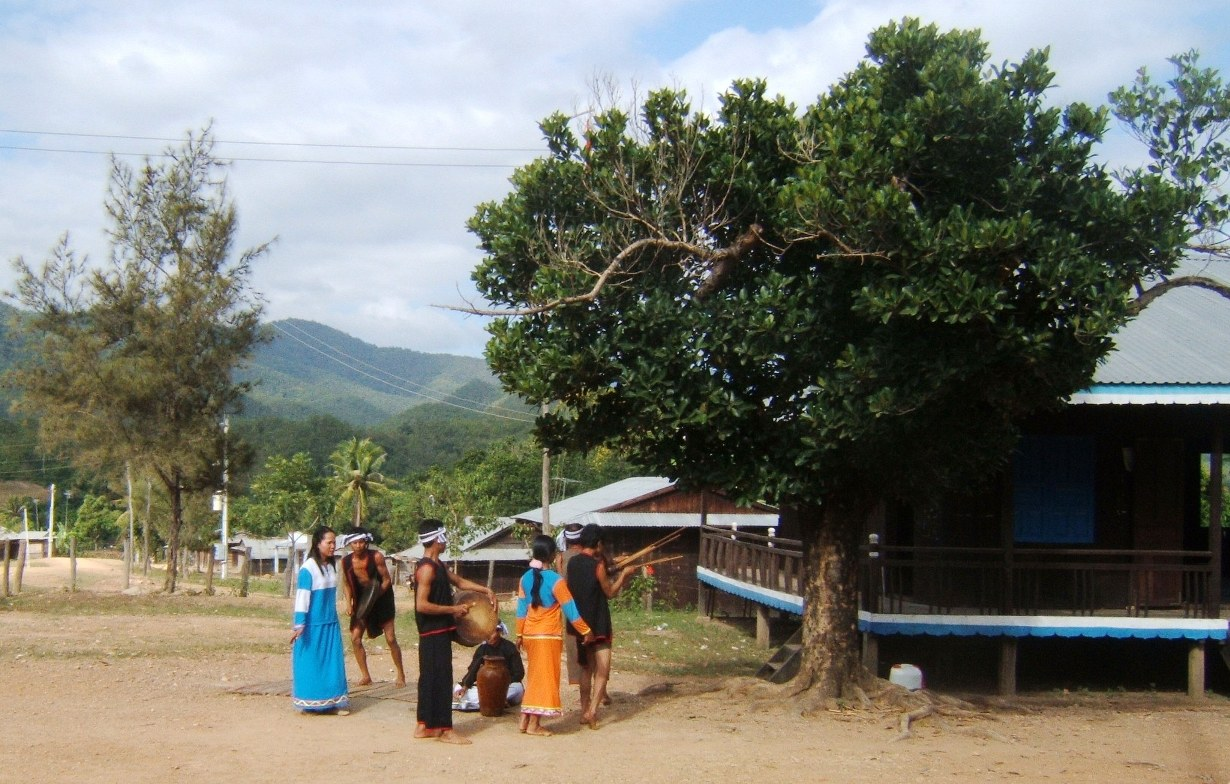
Điệu múa Raglai tại Nhà Văn hóa xã năm 2006

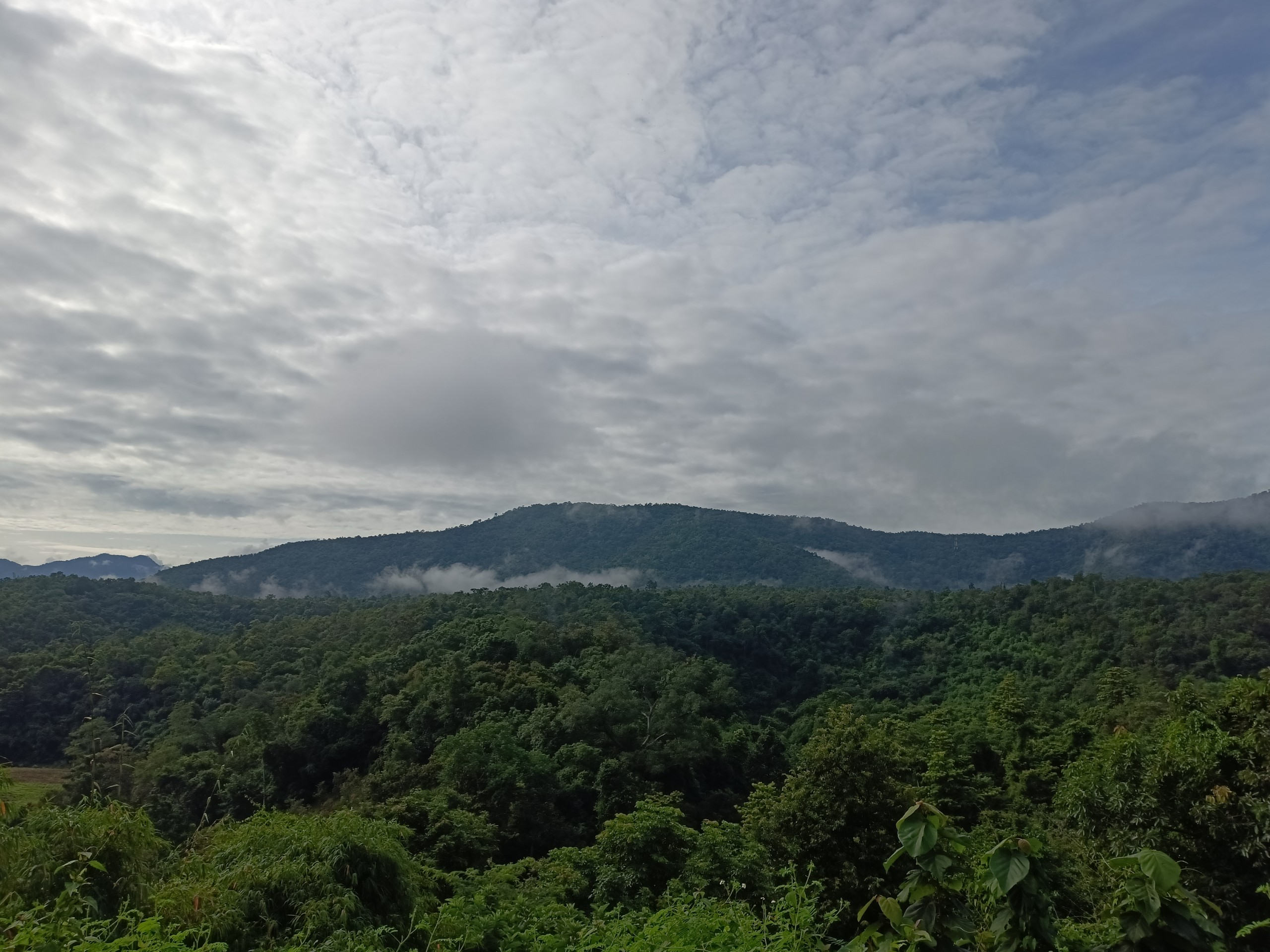

Xã Ma Nới nằm ở phía tây nam huyện Ninh Sơn và xã cực tây của tỉnh Ninh Thuận, có vị trí địa lý:
- Phía đông giáp huyện Ninh Phước
- Phía tây giáp tỉnh Lâm Đồng
- Phía nam giáp huyện Thuận Nam và tỉnh Bình Thuận
- Phía bắc giáp tỉnh Lâm Đồng và xã Hòa Sơn.

Xã có diện tích 254,80 km², dân số năm 2019 là 4.060 người, mật độ dân số đạt 16 người/km².

## Đặc điểm tình hình
Ma Nới nằm ở phía Tây nam của huyện Ninh Sơn, cách trung tâm huyện 20 km, có toạ độ và ranh giới giáp với các huyện, tỉnh sau: Phía Tây Bắc giáp huyện Đơn Dương - tỉnh Lâm Đồng; Phía Đông Bắc giáp xã Hòa Sơn - huyện Ninh Sơn - tỉnh Ninh Thuận; Phía Tây Nam giáp huyện Tuy Phong - tỉnh Bình Thuận; Phía Đông Nam giáp xã Phước Hà - huyện Ninh Phước - Ninh Thuận; Phía Tây giáp huyện Đơn Dương, Đức Trọng - tỉnh Lâm Đồng.
Xã Ma Nới là một xã miền núi đặc biệt khó khăn của huyện Ninh Sơn có tổng diện tích đất tự nhiên là 25,480.28 ha, trong đó đất sản xuất nông nghiệp là 942.68 ha (bao gồm: đất trồng cây hàng năm 666.63, đất trồng cây lâu năm: 276.05 ha). Xã gồm có 6 thôn: Do, Ú, Hà Dài, Gia Rót, Tà Nôi và Gia Hoa. Trong đó, thôn Gia Hoa (145 hộ/606 khẩu, hộ nghèo: 94/395 khẩu) và xóm Tà Lâm thuộc thôn Ú nằm trên địa phận của tỉnh Lâm Đồng. Hầu hết diện tích đất canh tác là đất đồi, dốc, phân bổ trong rừng, ven rừng lại phụ thuộc vào nước trời nên việc sản xuất nông nghiệp của người dân bị ảnh hưởng rất lớn khi lũ lụt, hạn hán xảy ra.
Dân số toàn xã (tính đến cuối năm 2021) là 4756 người/1214 hộ, với hơn 95% là đồng bào dân tộc Raglai đang sinh sống, là cư dân bản địa, có nền văn hóa lâu đời, gồm nhiều tộc họ như họ Tà Yên, Cà Mau, Va Ri Nhông, Pi Năng, Katơr, Pa Lây, Ta Pố, Pa Xây,.... Phần lớn sống bằng nghề nông. Các cây trồng, vật nuôi chủ lực là lúa, lúa rẫy, bắp, đậu xanh và đậu các loại, bò, dê, heo,...Đa số người dân hiện nay sản xuất theo phương thức quảng canh, khả năng tiếp cận và áp dụng khoa học kỹ thuật vào sản xuất còn hạn chế lại bị ảnh hưởng của thời tiết, hạn hạn, mưa lũ kéo dài đã ảnh hưởng lớn đến sản xuất, đời sống của người dân và tình hình thực hiện nhiệm vụ phát triển kinh tế - xã hội của địa phương.
Trải qua hai cuộc kháng chiến trường kỳ chống Pháp và chống Mỹ cứu nước, nơi đây là căn cứ địa cách mạng - căn cứ Anh Dũng của tỉnh Ninh Thuận, khu V và khu VI. Người dân địa phương đoàn kết một lòng theo Đảng, theo Bác Hồ, góp sức người và sức của cho cách mạng để đánh đuổi giặc ngoại xâm. Với những đóng góp cho Cách mạng, năm 2002, xã được vinh dự đón nhận danh hiệu "Anh hùng lực lượng vũ trang Nhân dân" do Nhà nước trao tặng và ngày 19/02/2020, xã được Thủ tướng Chính phủ công nhận là xã An toàn khu (tại Quyết định số 281/QĐ-TTg).
Đảng bộ xã có 13 chi bộ trực thuộc, với tổng số 126 đảng viên/28 nữ (trong đó, số đảng viên đang công tác tại các cơ quan, đơn vị trên địa bàn xã hiện nay là  79/126 đồng chí); Ban Chấp hành Đảng bộ xã là 15 đồng chí, trong đó nữ là 02 đồng chí; Ban Thường vụ có 05 đồng chí (gồm Bí thư, Phó Bí thư Đảng ủy, Chủ tịch UBND xã, Phó Chủ tịch HĐND xã và Trưởng Công an xã).
Thường trực HĐND xã có 02 thành viên gồm Chủ tịch HĐND (do Bí thư Đảng ủy xã kiêm nhiệm); 01 Phó Chủ tịch HĐND xã; đã thành lập 02 Ban của HĐND gồm Ban Pháp chế (Trưởng ban và Phó ban) và Ban Kinh tế - Xã hội (gồm Trưởng ban và Phó Ban); nhiệm kỳ 2021-2026, HĐND xã có 21 đại biểu.
Ủy ban nhân dân xã có 05 thành viên (gồm 01 Chủ tịch UBND; 02 PCT UBND; 01 Trưởng Công an xã và 01 Chỉ huy trưởng Quân sự xã).
Tổng số cán bộ, công chức và người hoạt động không chuyên trách xã hiện nay có 38 người (trong đó cán bộ, công chức là 22 người; hoạt động không chuyên trách xã 13 người; Hội đặc thù: 03 người).
Trong những năm qua, với các chủ trương, chính sách của Đảng và Nhà nước đối với xã ĐBKK, sự quan tâm sâu sát của lãnh đạo tỉnh, huyện và sự đồng lòng của toàn thể cán bộ Nhân dân trên địa bàn xã, tình hình kinh tế - xã hội của địa phương từng bước phát triển, an ninh, chính trị, trật tự an toàn xã hội được giữ vững, đời sống vật chất tinh thần người dân từng bước được cải thiện.

## Kinh tế
Trong thời gian qua, xã Ma Nới nhận được nhiều sự quan tâm, đầu tư của Đảng và Nhà nước hỗ trợ về cơ sở hạ tầng kỹ thuật:
- Có mạng lưới điện đảm bảo 100% nhu cầu sử dụng điện của người dân;
- Các công trình giao thông được đầu tư đảm bảo phục vụ giao thương (trong đó đường xã và đường từ trung tâm xã đến đường huyện dài 16 km được nhựa hóa 100%; đường trục thôn, nội thôn đã bê tông hóa, cứng hóa hơn 09 km và chiếm tỷ lệ 56,9%); đường nội đồng bê tông, cứng hóa và làm tràn với chiều dài 1,713 km/15,8 km; đặc biệt, đầu năm 2022, đã hoàn thành việc thi công tuyến đường đi thôn Tà Nôi dài gần 7 km, số vốn đầu tư trên 100 tỷ đồng đã tạo điều kiện hết sức thuận lợi cho việc đi lại, phát triển kinh tế của Nhân dân thôn Tà Nôi. Hiện nay, trên địa bàn xã đang thi công giai đoạn I tuyến đường từ Tân Sơn đi Tà Năng (Đức Trọng, Lâm Đồng) sẽ tạo điều kiện thuận lợi cho việc phát triển kinh tế - xã hội của địa phương trong thời gian tới.
- Trên địa bàn xã được đầu tư xây dựng 03 Nhà máy nước sạch tại trung tâm xã, thôn Tà Nôi và Gia Hoa phục vụ nhu cầu nước sinh hoạt cho người dân; hệ thống kênh mương thủy lợi đã được xây dựng, nâng cấp sửa chữa phục vụ cho việc tưới tiêu của Nhân dân với chiều dài 13,892 km/15 km (chủ yếu phục vụ cho việc trồng lúa).
Cơ cấu kinh tế có sự chuyển dịch chậm, nông nghiệp vẫn là ngành sản xuất chính của xã Ma Nới. Cuối năm 2021:  GTSX khu vực nông nghiệp đạt 48,3 tỷ đồng, chiếm tỷ trọng 81,04% tổng giá trị sản xuất. Trong đó:

### Trồng trọt
Là ngành sản xuất chính, tổng diện tích gieo trồng cây hàng năm dao động trong khoảng 1300 ha - 1800 ha tùy vào thời tiết từng năm. Diện tích gieo trồng cây lương thực (lúa+ngô) luôn chiếm tỷ trọng cao trong tổng diện tích gieo trồng cây hàng năm, cây thực phẩm (đậu xanh, đậu các loại) có diện tích gieo trồng và sản lượng tăng nhanh trong những năm qua.

### Ngành chăn nuôi
Trong những năm gần đây được chú trọng phát triển, xác định đây là tiềm năng, thế mạnh của địa phương. Chủ yếu chăn nuôi các loại gia súc như bò, dê, heo đen là chính (tổng đàn bò: 3439 con, heo: 175 con, dê: 81 con, trâu: 16 con, gà: 2232 con).

### Hoạt động thương mại – dịch vụ; Tiểu thủ công nghiệp và làng nghề
- Tỷ trọng của ngành thương mại, dịch vụ trong cơ cấu kinh tế của xã tương đối thấp, chủ yếu là sản xuất, kinh doanh nhỏ lẻ. Tình hình sản xuất tiểu thủ công nghiệp rất manh mún, tự phát.
- Tính đến cuối năm 2021, giá trị ngành Thương mại - Dịch vụ đạt  9,9 tỷ đồng, chiếm tỷ trọng 16,61%;  giá trị ngành Tiểu thủ công nghiệp là 1,4 tỷ đồng, chiếm tỷ trọng 2,35%.

## Văn hóa - Xã hội
- Các chính sác hỗ trợ ưu đãi cho các đối tượng người có công gia đình thương binh, liệt sĩ được quan tâm thực hiện kịp thời (261 người). Hiện nay thu nhập bình quân đầu người trên địa bàn xã đạt 18 triệu đồng, tăng hơn 3 triệu đồng so với cuối năm 2020.
- Tỷ lệ hộ nghèo (theo chuẩn cũ): 443  hộ, chiếm tỷ lệ  36,10%,  giảm 8,1% so với hộ nghèo cuối năm 2020; vượt chỉ tiêu (Kế hoạch đề ra là giảm 8%); Tỷ lệ hộ nghèo theo chuẩn mới (giai đoạn 2021-2025): 45.8% (556 hộ).
- Thực hiện duy trì phong trào "TDĐKXDĐSVH" tại các địa bàn thôn; giữ vững danh hiệu "thôn văn hóa" của 06 thôn; xây dựng gia đình văn hóa  năm 2021 đạt 89,13%;
- Công tác giáo dục và đào tạo có sự phát triển tương đối toàn diện, mạng lưới trường học tiếp tục được sắp xếp mở rộng, xã có 04 trường học gồm: 01 trường THCS (PTDBT THCS Phan Đình Phùng), 02 trường Tiểu học (Tiều học Ma Nới và Tiểu học Tà Nôi) và 01 trường Mẫu giáo. Ngoài ra, còn bố trí 03 điểm trường Tiểu học tại thôn Tà Nôi, thôn Hà Dài, thôn Do và 02 điểm trường Mẫu giáo tại thôn Tà Nôi và thôn Gia hoa.  Đội ngũ giáo viên được bổ sung về số lượng, nâng cao về chất lượng và 100% đạt chuẩn. Năm học 2020-2021, toàn xã có 90 cán bộ, giáo viên và 1120 học sinh đến trường (trong đó: THCS là 336 học sinh; Tiểu học là 609 học sinh; Mẫu giáo 175 học sinh; Công tác vận động học sinh ra lớp, việc huy động học sinh ra lớp và duy trì sĩ số học sinh được quan tâm triển khai thực hiện và đạt kết quả cao[]; Tiếp tục duy trì Tiểu học mức độ 1, THCS mức độ 2; Xây dựng trường tiểu học Ma Nới đạt kiểm định chất lượng GD mức độ 2, chuẩn quốc gia mức độ 1. 

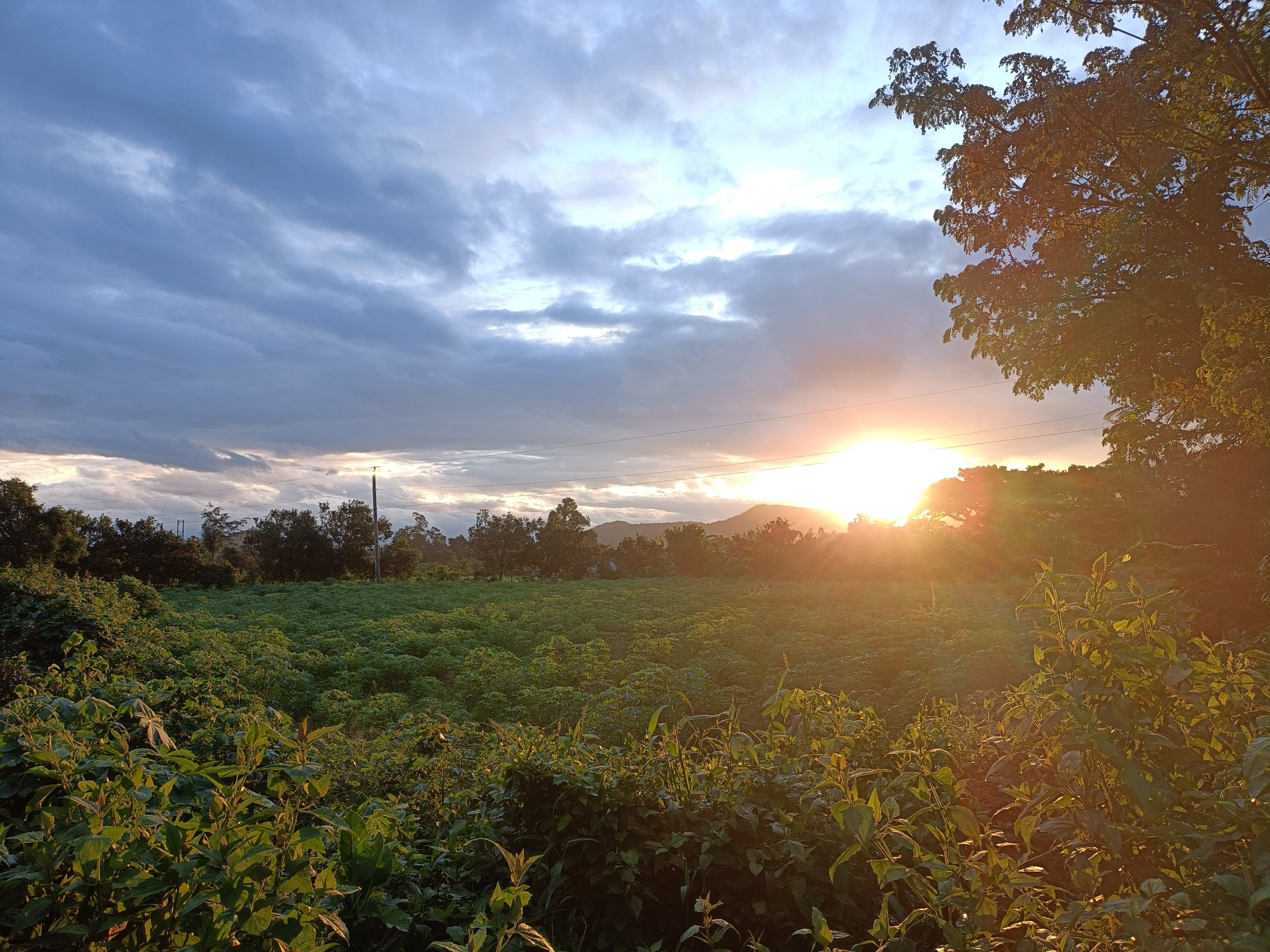

- Cơ sở vật chất, trang thiết bị y tế đã được quan tâm đầu tư, Trạm Y tế xã được xây dựng và đưa vào sử dụng từ năm 2001 đến năm 2019 được đầu tư nâng cấp hoàn thiện. Ngoài ra còn có 02 phân trạm tại thôn Tà Nôi và thôn Gia Hoa tạo điều kiện cho mọi người dân trên địa bàn xã được tiếp cận một cách thuận lợi với các dịch vụ chăm sóc sức khỏe và khám chữa bệnh. Đội ngũ y bác sĩ của Trạm ngày càng được nâng cao về trình độ (Trạm có 06 biên chế gồm 01 Bác sĩ, 02 y sĩ, 02 hộ sinh và 01 dược sĩ) đáp ứng nhu cầu khám và điều trị bệnh cho người dân. Trong năm, Trạm y tế xã duy trì đều đặn công tác khám, điều trị bệnh, nhất là tại phân trạm Y tế Gia Hoa và Tà Nôi, nhờ đó đã kịp thời đáp ứng nhu cầu khám chữa bệnh của người dân. Đảng ủy xã xây dựng Nghị quyết xây dựng Trạm Y tế xã đạt chuẩn Quốc gia về Y tế, dự kiến trong năm 2022 sẽ đẩy mạnh triển khai đồng bộ các giải pháp để hoàn thành mục tiêu xây dựng xã đạt chuẩn quốc gia về y tế.
Trong những năm qua, tình hình thời tiết diễn biến thất thường, hạn hán xảy ra liên tiếp đã ảnh hưởng rất lớn đến tình hình sản xuất và đời sống của Nhân dân. Tuy nhiên, được sự quan tâm, hỗ trợ của các cấp tỉnh, huyện,  sự giúp đỡ của các nhà hảo tâm trong và ngoài tỉnh, đảng ủy, chính quyền địa phương đã tích cực thực hiện tốt các chế độ chính sách, an sinh xã hội cho người dân trên địa bàn xã góp phần đảm bảo điều kiện sống của người dân, đặc biệt là các đối tượng hộ nghèo, gia đình chính sách.

### Chương trình Xây dựng Nông thôn mới
Xác định thực hiện Chương trình xây dựng Nông thôn mới là một trong những chủ trương lớn của Đảng, Nhà nước. Trong những năm qua, Đảng ủy, UBND xã, mặt trận, đoàn thể xã đã tích cực triển khai thực hiện chương trình, tranh thủ lồng ghép các chương trình, dự án trên địa bàn xã như chương trình 135, Dự án Tam nông,... để tập trung phát triển sản xuất, nâng cao thu nhập cho người dân và xây dựng cơ sở hạ tầng thiết yếu,...  trong năm 2021 xã đạt thêm 02 tiêu chí (Tiêu chí 3: Thủy lợi; Tiêu chí số 2: Giao thông), đưa tổng số tiêu chí nông thôn mới đạt được đến nay là 12/19 tiêu chí. Gồm có: Tiêu chí: (1) Quy hoạch; Tiêu chí số 2 (Giao thông); Tiêu chí: (4) Điện; Tiêu chí số 5 - Trường học (đạt cuối năm 2019); Tiêu chí số 6 - Cơ sở vật chất văn hóa (đạt cuối năm 2019); Tiêu chí: (8) Thông tin và truyền thông; Tiêu chí: (16) Văn hóa; tiêu chí số 12 - lao động có việc làm (đạt năm 2018); Tiêu chí số 14 - Giáo dục và đào tạo (đạt cuối năm 2019); Tiêu chí số (7) Cơ sở hạ tầng, thương mại nông thôn (đạt cuối năm 2020); Tiêu chí sô 19 - Quốc phòng và An ninh (đạt cuối năm 2020). Tiêu chí (số 3) Thủy lợi (Đạt cuối năm 2021).
Các tiêu chí đạt được còn khá khiêm tốn so với các xã khác trên địa bàn huyện, tỉnh. Địa phương xác định cần tiếp tục nỗ lực nhiều hơn, phấn đấu đến năm 2025, xã đạt chuẩn Nông thôn mới theo mục tiêu đề ra.